# Cupa României 1932-1933
Cupa României 1932-1933, a fost a doua ediție a Cupa României, competiție pentru selecționatele ligilor regionale. Erau cinci ligi regionale în România: Nord, Vest, Centru, Sud și Est. Și cea de-a doua ediție, disputată între selecționatele ligilor și nu intercluburi, este considerată neoficială de către FRF.

### Runda 1
| Data     | Echipa gazdă                       | Scor                               | Echipa oaspete                     | Locația                            |
| -------- | ---------------------------------- | ---------------------------------- | ---------------------------------- | ---------------------------------- |
| 10.05.32 | Liga Centru                        | 0 - 1                              | Liga de Vest                       | (în Sibiu)                         |
| 10.05.32 | Liga de Est                        | 1 - 3                              | Liga de Sud                        | (în Cernăuți)                      |
| 26.04.31 | Liga de Nord calificată din oficiu | Liga de Nord calificată din oficiu | Liga de Nord calificată din oficiu | Liga de Nord calificată din oficiu |

### Runda 2
| Data     | Echipa gazdă                       | Scor                               | Echipa oaspete                     | Locația                            |
| -------- | ---------------------------------- | ---------------------------------- | ---------------------------------- | ---------------------------------- |
| 18.09.32 | Liga de Sud                        | 2 - 4                              | Liga de Vest                       | (în București)                     |
| 18.09.32 | Liga de Nord calificată din oficiu | Liga de Nord calificată din oficiu | Liga de Nord calificată din oficiu | Liga de Nord calificată din oficiu |

### Finala
| 30 Apr 1933 | Liga de Nord             | 3 – 2 (prel.) | Liga de Vest  | Stadionul Orășenesc, Cluj Spectatori: 3.000 |
| 30 Apr 1933 | Sepi (pen), Surlasiu (2) |               | Klimek, Stetz | Stadionul Orășenesc, Cluj Spectatori: 3.000 |

| Nord: |            |
|       |            |
| P     | Sepsy      |
| F     | Dóczi      |
| F     | Iancovici  |
| M     | Felecan I  |
| M     | Karlach    |
| M     | David      |
| A     | Glanczmann |
| A     | N.Kovacs   |
| A     | Sepi II    |
| A     | Bodola     |
| A     | Surlasiu   |

| Sud: |          |
|      |          |
| P    | Burdan   |
| F    | Hustig   |
| F    | Albu     |
| M    | Sava     |
| M    | C.Braun  |
| M    | Albert   |
| A    | Carte    |
| A    | Dobra    |
| A    | Klimek   |
| A    | Barna    |
| A    | Stetz II |